# ジョージ 平沢
ジョージ 平沢/上侍（本名：平沢 幸男,1953年3月23日 - ）は、日本のギタリスト、音楽プロデューサー、編曲家である。東京都中野区出身(出生地は北海道）。

## 人物
1973年 志村康夫カルテットでデビュー。その後は野毛ハーレムバンド,高橋ゲタ夫とオルケスタ・デル・ソルの結成に参加。
1979年 武蔵野音楽院でのギター講師、
スタジオ・ミュージシャンを経てPoison Popを結成。現在はザ・ナチュラル、再結成されたPoison Popのギタリストとして活動している。

## ディスコグラフィー

### アルバム
ソロアルバム
- 美しい人よ 2015/10/09 Hello Bonito

参加作品
- 猫のおしゃべり  キャトルバンド 2015/01/20 リボーンウッド
- LEGEND Vol.1 レインボー・ラヴ ORQUESTA DEL SOL 1997/04/09 UNO RECORDS
- LEGEND Vol.2 ハラジュク・ライヴ ORQUESTA DEL SOL1997/04/09 UNO RECORDS
- リングにかけろ 久石譲 & Square Orchestra 1982/03/21 日本コロムビア
- POISON POP　POISON POP　1985 アルファレコード
- 西城生馬＆MONOLITH　MONOLITH 　2010
- EDO 街の灯
- はにわちゃん 仙波清彦 ASOBI ソニー・ミュージックレコーズ
- 吉田ぎんみ {ギンプンチョー}キティーレコード
- 渋谷哲平  FLY OVER (Live Recording w. HOT LEGS ) 日本コロムビア・AX-7266『LP Vinyl record 』1980
- 井田リエ＆42nd STREET  KING RECORDS 1980
- 小川美潮 (w.パッパラパーソンズ)  VAP RECORD(VAP-30131-20, VPCC-83002 1984

### 映像作品
- THE LOW RIDERS(Live Lab.) [DVD](2013/12/27) ミュージック・エア